# Albert Communal Cemetery Extension
Le  Albert Communal Cemetery Extension  (Cimetière militaire britannique d'Albert)  est un cimetière militaire de la Première Guerre mondiale, situé sur le territoire de la commune d'Albert, dans le département de la Somme, au nord-est d'Amiens.

## Localisation
Ce cimetière, implanté intra-muros, jouxte le cimetière communal, sur la D 939, Rue du 11 novembre.

## Histoire
La ville d'Albert reste aux mains des forces françaises contre l'avancée allemande sur la Somme en septembre 1914. La défense de la ville est ensuite confiée ensuite aux mains des Britanniques à l'été 1915. Les premiers combats ont eu lieu du 1er au 16  juillet 1916 lors de la bataille d'Albert. La ville est passée aux mains des Allemands lors de la Bataille du Keiser le 26 avril 1918, et avant sa reprise définitive par le 8è East Surreys le 22 août suivant lors de la  bataille d'Albert (1918). La ville a été complètement détruite par des tirs d'artillerie.
Ce cimetière a été utilisé par les unités combattantes et les ambulances de campagne d'août 1915 à novembre 1916, et plus particulièrement en septembre 1916 et après, lorsque les ambulances de campagne étaient concentrées à Albert. À partir de mars 1917, il ne fut pas utilisé  jusqu'à fin août 1918. Pendant la Seconde Guerre mondiale, l'extension a été à nouveau utilisée, lorsque les Français y ont déplacé des victimes britanniques provenant de tombes isolées à Albert et dans les environs.
Il y a maintenant 862 victimes de la Première Guerre mondiale et 25 victimes de la Seconde Guerre mondiale commémorées sur ce site. Parmi celles-ci, 12 victimes de la Première Guerre mondiale et 8 victimes de la Seconde Guerre mondiale ne sont pas identifiées.

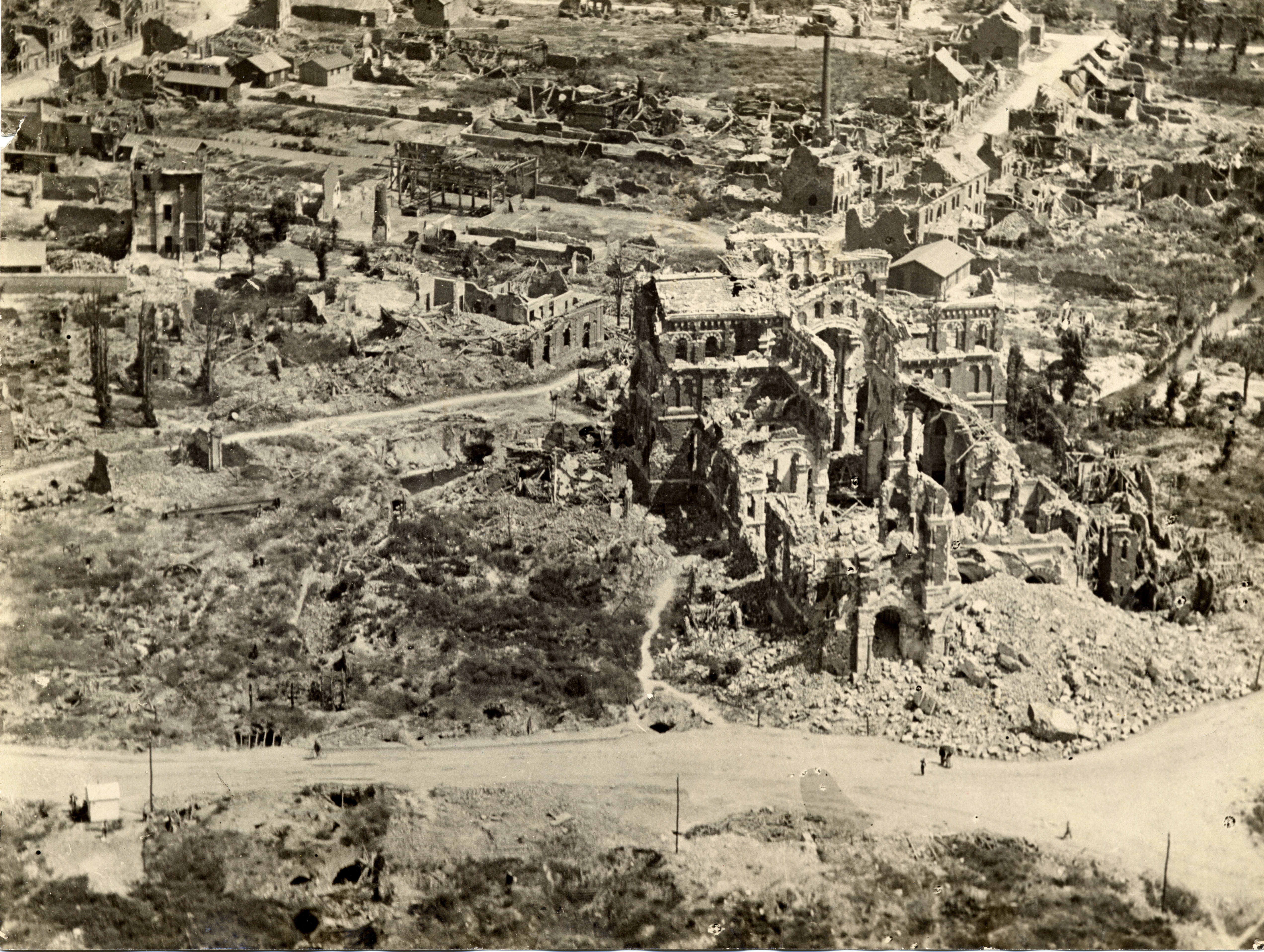
Ruines de la ville d'Albert à l'issue de la Première guerre mondiale.

## Galerie

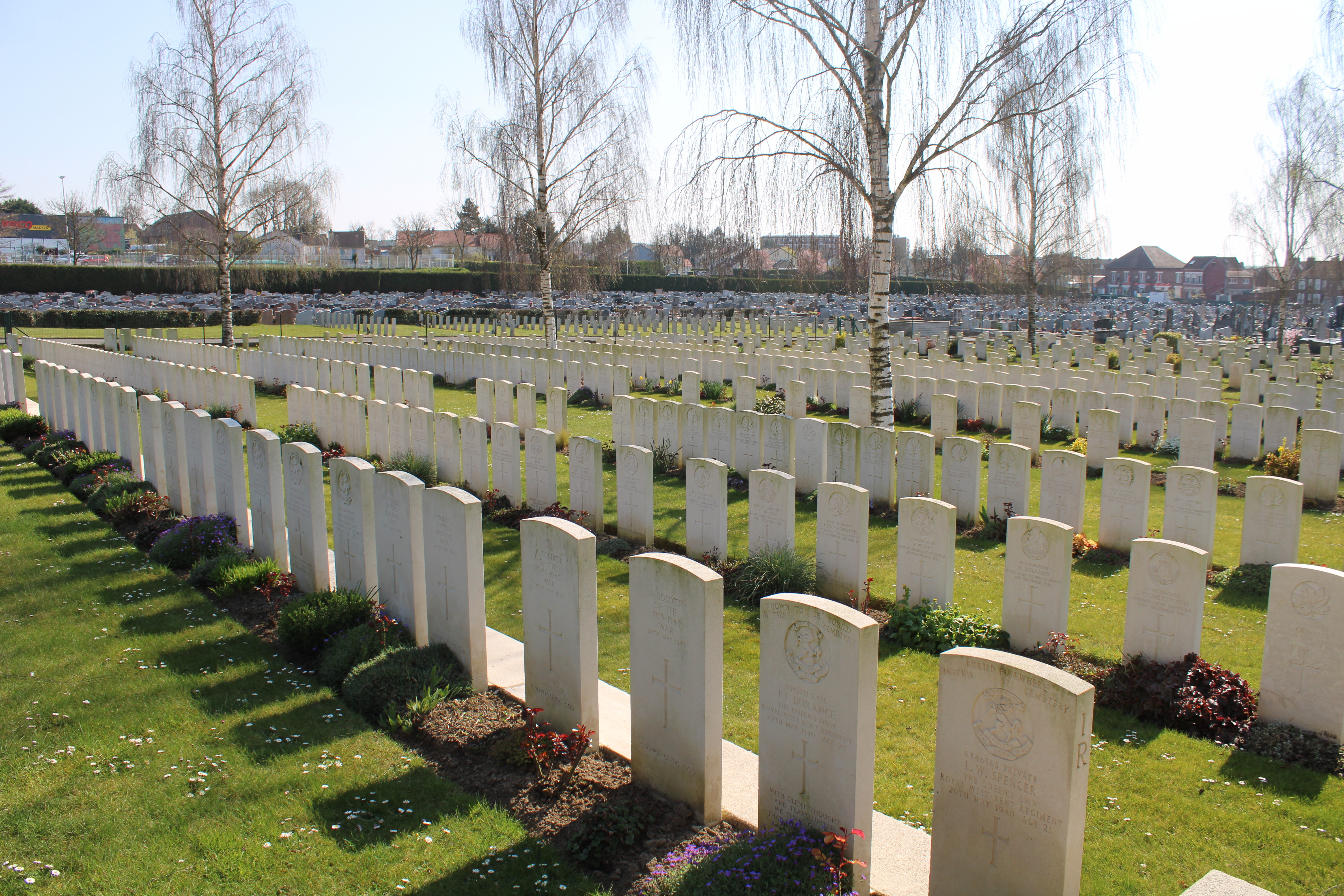
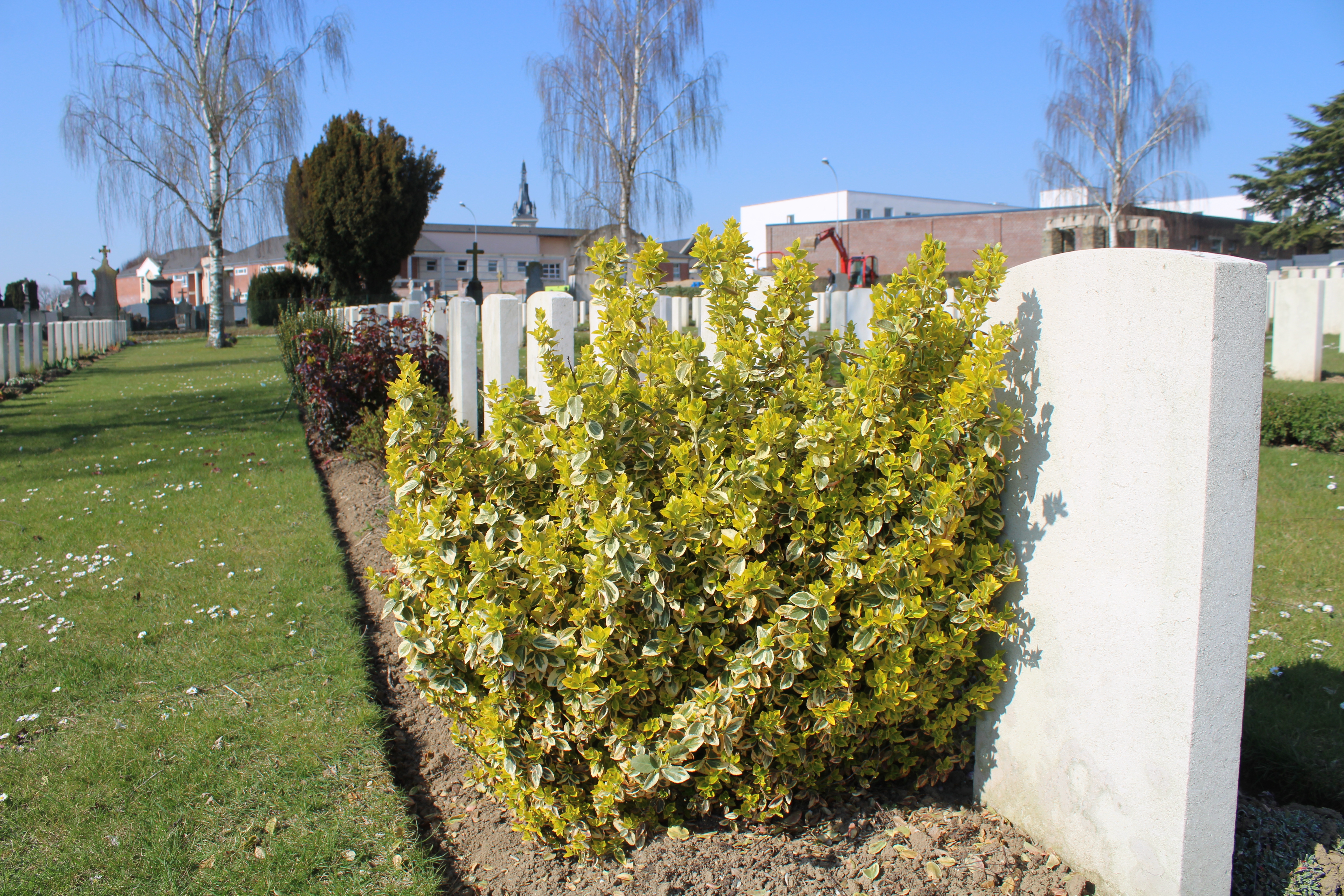
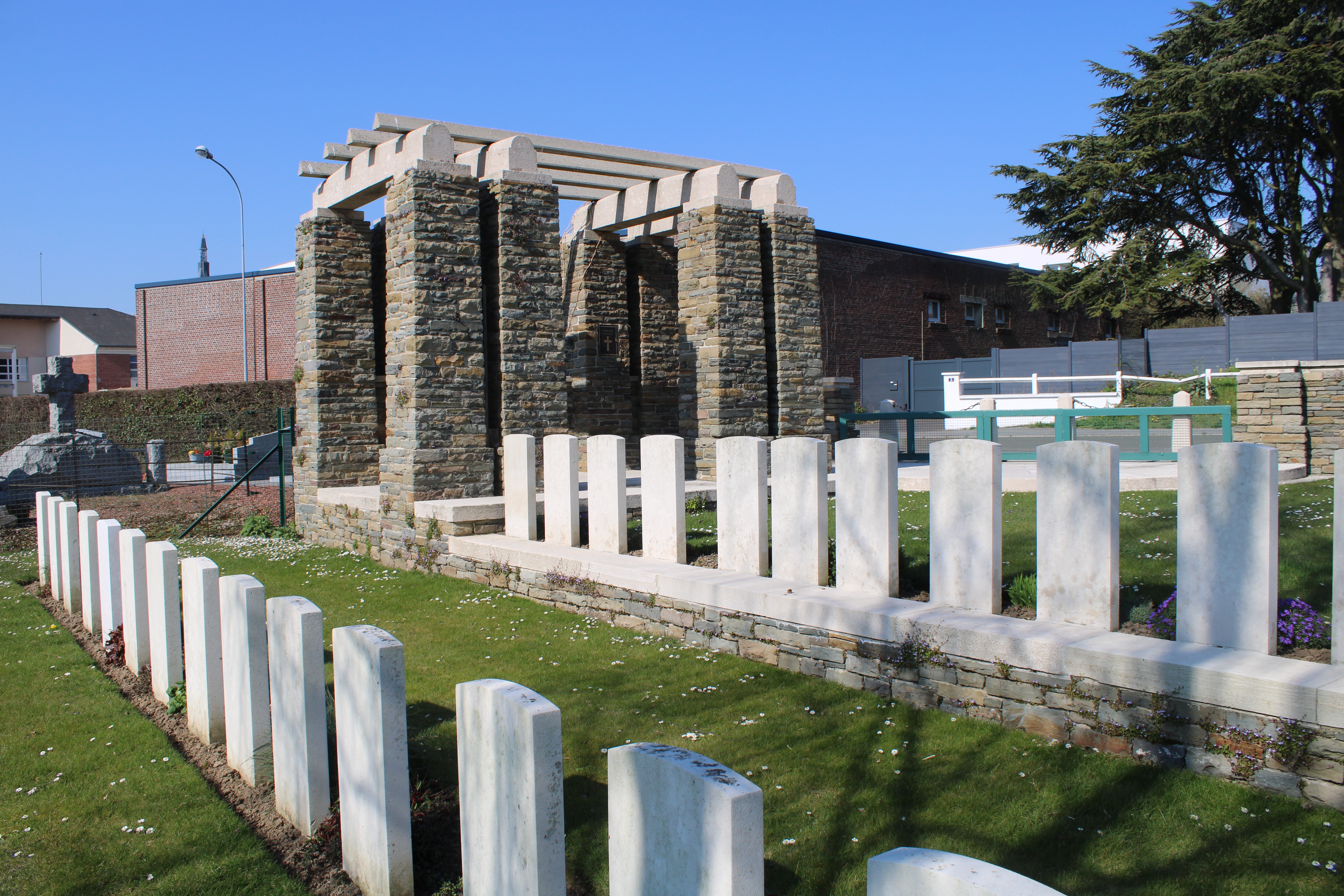
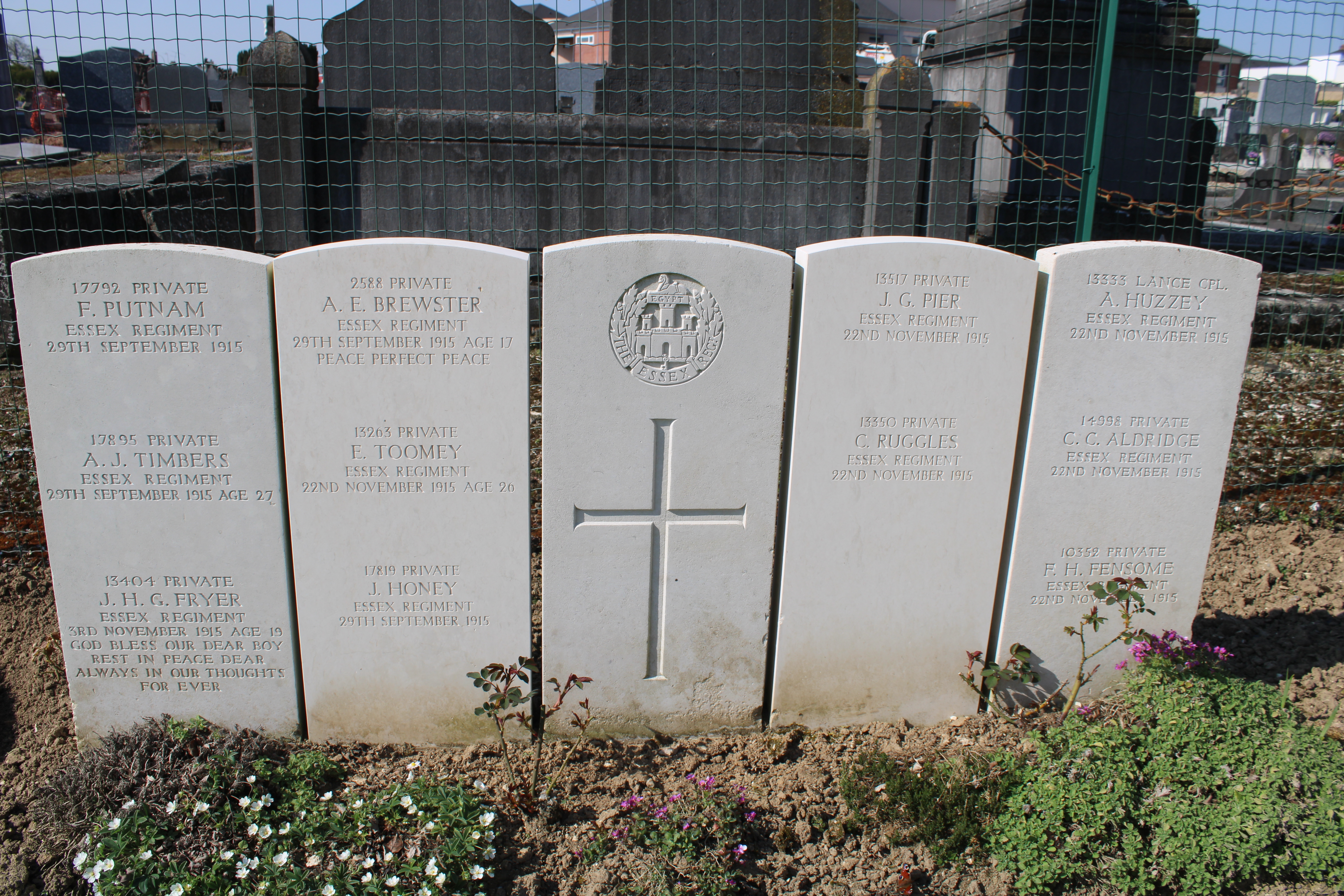
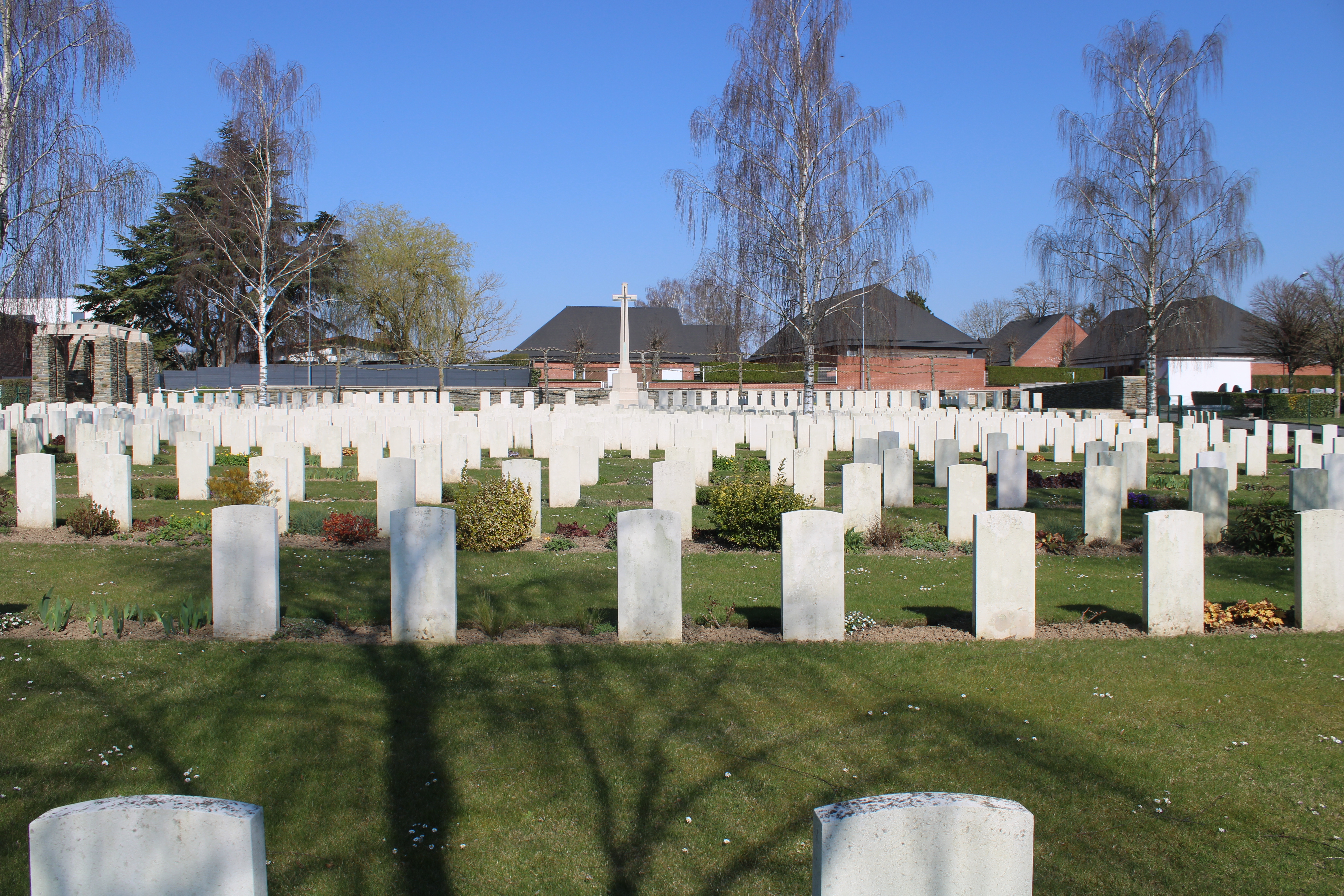

## Caractéristiques
Ce cimetière a un plan trapézoïdal.
Il est clos d'un muret de moellons ou d'une haie d'arbustes.
Ce cimetière a été conçu par Sir Edwin Lutyens.

## Sépultures
| Pays               | Sépultures |
| ------------------ | ---------- |
| Royaume-Uni        | 643        |
| Australie          | 39         |
| Canada             | 202        |
| Indes britanniques | 3          |
| Total              | 887        |